# Lukas Van Ness
Lukas Van Ness (Barrington, 6 luglio 2001) è un giocatore di football americano statunitense che milita nel ruolo di defensive end per i Green Bay Packers della National Football League (NFL).

## Carriera universitaria
Van Ness passò la sua prima stagione ad Iowa come redshirt, potendo cioè allenarsi con la squadra ma non scendere in campo. Giocando sia come defensive end che come defensive tackle, divenne titolare l'anno successivo, terminando con 33 tackle (8,5 con perdita di yard) e 7 sack. A fine anno fu votato come Freshman All-American dalla Football Writers Association of America. Nel 2022 fu nominato giocatore degli special team della settimana della Big Ten Conference nella sconfitta per 10-7 contro Iowa State in cui bloccò due calci avversari. A fine stagione fu inserito nella seconda formazione ideale della Big Ten.

## Carriera professionistica
Van Ness era considerato una scelta della prima metà del primo giro nel Draft NFL 2023. Il 27 aprile fu chiamato come tredicesimo assoluto dai Green Bay Packers.

### Green Bay Packers
Il 27 giugno 2023 Van Ness firmò il suo contratto da rookie con i Packers: un accordo quadriennale con un importo di 17,4 milioni di dollari, comprensivi di un bonus alla firma di 9,7 milioni, e con un'opzione di rinnovo per un quinto anno. Debuttò come professionista nella gara del primo turno vinta contro i Chicago Bears in cui mise a segno due placcaggi e un sack su Justin Fields. La sua stagione da rookie si concluse con 32 tackle e 4 sack disputando tutte le 17 partite, nessuna delle quali come titolare. L'anno seguente disputò nuovamente tutte le 17 partite senza partire mai come titolare, con 33 placcaggi, 3 sack e un fumble forzato.